# Julija Petrowna Gawrilowa

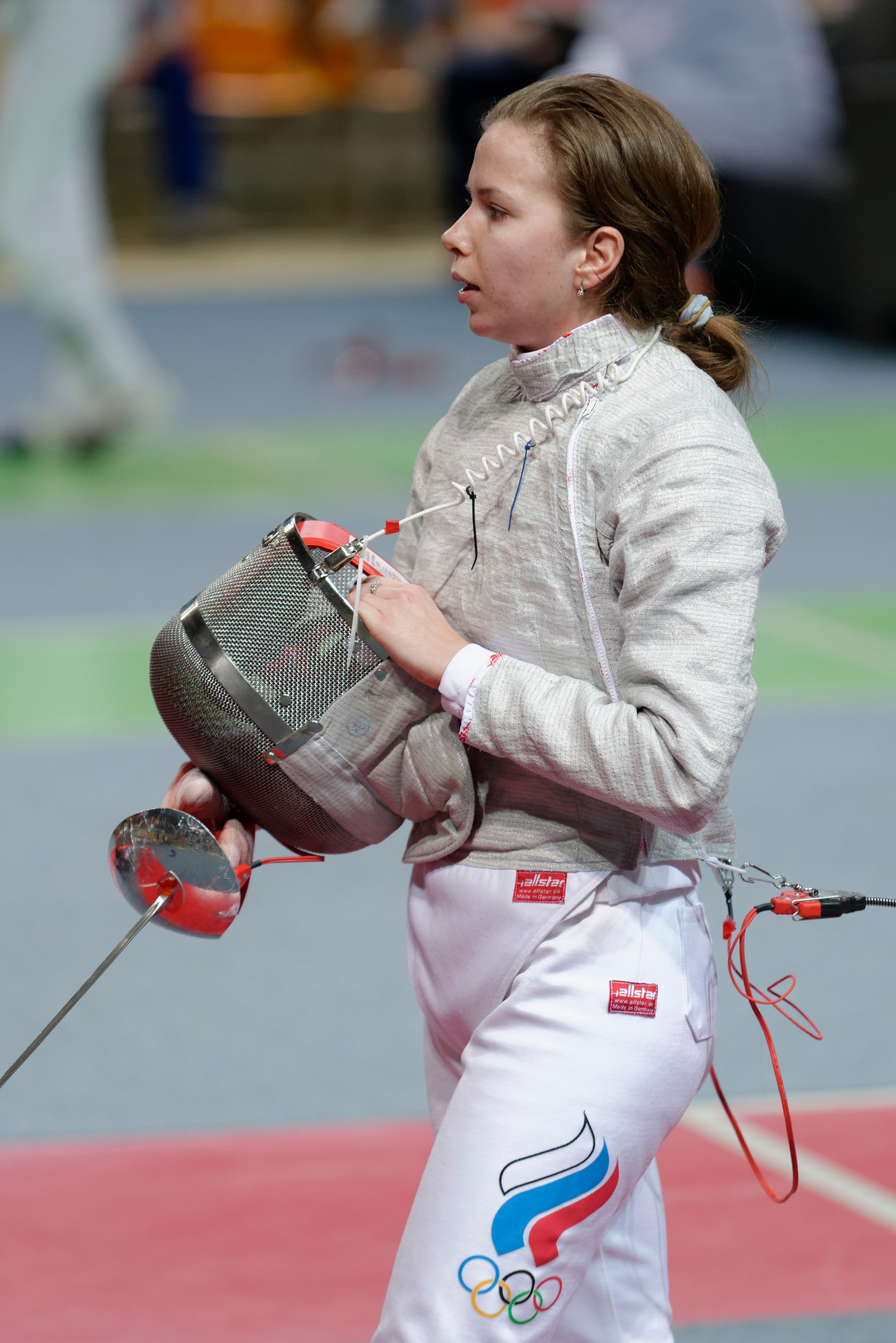
Säbel-Grand-Prix in Orléans 2014

Julija Petrowna Gawrilowa (russisch Юлия Петровна Гаврилова; * 20. Juli 1989 in Nowosibirsk) ist eine russische Säbelfechterin, Olympiasiegerin und vierfache Weltmeisterin.

## Erfolge
2007 errang Julija Petrowna Gawrilowa bei den Junioreneuropameisterschaften in Posen und bei den Juniorenweltmeisterschaften in Belek jeweils Silber mit der Säbel-Mannschaft.
2008 wurde sie in Prag Juniorenmannschafteuropameisterin und gewann bei den Juniorenweltmeisterschaften in Acireale Bronze mit der Mannschaft.
2009 errang sie bei der Europameisterschaft in Plowdiw Silber mit der Mannschaft, bei den Junioreneuropameisterschaften in Amsterdam und bei den Juniorenweltmeisterschaften in Belfast erneut Bronze mit der Mannschaft.
2010 wurde sie in Paris mit Dina Galiakbarowa, Sofja Welikaja und Swetlana Kormilizyna zum ersten Mal Mannschaftsweltmeisterin und errang bei der Europameisterschaft in Leipzig Silber, im Einzel belegte sie den achten Platz.
2011 gewann die russische Mannschaft bestehend aus Dina Galiakbarowa, Julija Gawrilowa, Sofja Welikaja und Jekaterina Diatschenko bei den Weltmeisterschaften in Catania die Goldmedaille. Bei der Europameisterschaft in Sheffield gewann die gleiche Mannschaft Bronze hinter Italien und der Ukraine.
Gawrilowa gewann bei beiden Wettbewerben jeweils Bronze im Einzel.
2012 wurde die gleiche Mannschaft in Kiew Mannschaftsweltmeisterinnen und in Legnano Mannschaftseuropameisterinnen,
im Einzel bei den Europameisterschaften belegte Gawrilowa den siebten Platz.
Bei den Olympischen Spielen in London schied sie gegen Zhu Min aus und erreichte den zehnten Platz.
Im Jahr 2013 wurde sie in Zagreb Mannschaftseuropameisterin und gewann bei den Weltmeisterschaften in Budapest Silber mit der Mannschaft.
Mit der Mannschaft gewann sie 2015 die Europameisterschaft und die Weltmeisterschaft, 2016 erneut die Europameisterschaft und bei den Olympischen Spielen.